# Gli ultimi filibustieri (film 1921)
Gli ultimi filibustieri è un film del 1921, diretto dal regista Vitale Di Stefano che faceva parte di un ciclo di 5 pellicole tratte dalla serie I corsari delle Antille scritta da Emilio Salgari.

## Trama
Il marchese di Montelimar vuole impedire che Ines di Ventimiglia prenda possesso, come erede, del regno di  Darien e la fa rapire. I filibustieri riescono a liberarla e poi si dirigono verso la città di Segovia Nueva per regolare i conti con il marchese, ma sono scoperti. Riescono a fuggire verso la foresta. dove si devono battere contro belve e cannibali. Montelimar riesce a raggiungerli, ma perisce nello scontro. Arrivano finalmente nel Darien dove Ines può prendere possesso del regno e delle sue ricchezze. Poi decide di nominare un successore e, dopo aver lautamente ricompensate i filibustieri che l'hanno aiutata, torna in Europa.

## Produzione
Gli ultimi filibustieri, tratto dall'omonimo romanzo salgariano, fu il quinto ed ultimo film di una serie prodotta dalla "Rosa Film", a sua volta basata sul ciclo avventuroso I corsari delle Antille composto da 5 romanzi. La pellicola era divisa in due episodi, senza titolo autonomo, lunghi 1.115 e 936 metri. L'intero ciclo rappresenta la prima trasposizione cinematografica mai realizzata da opere dello scrittore veronese, che da allora conobbe una grande fortuna sugli schermi. 

Anita Faraboni fu una delle attrici che parteciparono ai film del ciclo salgariano prodotti dalla milanese "Rosa film"

In questa occasione la direzione del ciclo venne affidata a Vitale De Stefano, che aveva esordito con compagnie teatrali dialettali piemontesi, per poi passare nel fiorente ambiente della cinematografia torinese negli anni precedenti la guerra. Dopo aver lavorato con la "Itala Film", la "Savoia Film" e la "Ambrosio", era arrivato alla notorietà con l'interpretazione di Massinissa nel Cabiria del 1914. Anche in questa occasione fu interprete, oltreché regista.
La "Rosa Film" era un'azienda di produzione cinematografica fondata a Milano nel 1916 da Alfredo de Rosa, nata proprio, con gli auspici dei figli di Salgari, per portare sugli schermi i racconti avventurosi ideati dalla fantasia dello scrittore. Tuttavia, solo nel 1920 gli ambiziosi progetti iniziali dell'azienda si tradussero nell'acquisizione del Parco Gorla, dove vennero costruiti alcuni "set" e fu solo in quell'anno che si dette il via alla lavorazione del primo film del ciclo, cioè Il Corsaro nero.
Nell'aprile 1921 una promozione della "Rosa Film" dava come ultimato l'intero ciclo basato sui 5 romanzi. Nello stesso periodo, però, si aggravava per la cinematografia italiana la crisi che per tutti gli anni 20 ne avrebbe compromesso l'esistenza, rendendo vani gli appelli alla «necessità di riconquista nei mercati stranieri, essendo passato il tempo in cui il solo fatto di essere italiana era sufficiente a valorizzare la merce». Neppure la costituzione, avvenuta nel gennaio 1919, dell'U.C.I., poté arrestarne la decadenza ed, anzi, forse l'aggravò.
Le riprese delle 5 pellicole che costituirono la serie salgariana della "Rosa Film" (oltre a Gli ultimi filibustieri, Il Corsaro nero, La regina dei Caraibi, Jolanda, la figlia del Corsaro Nero, Il figlio del Corsaro rosso) furono effettuate per lunghi periodi in Sicilia ed in Spagna, con un considerevole impegno finanziario. La serie di film venne presentata tutta insieme nel settembre - ottobre 1921 al visto della censura, ma la crisi incombente fece sì che esse fossero le ultime pellicole prodotte dall'impresa milanese che in seguito, come tante altre aziende italiane del settore, cessò l'attività, nonostante che, ancora nella prima metà del 1921, si parlasse di una sua collaborazione con la "Éclair" e dell'apertura di una filiale a Parigi.

## Accoglienza
Non sono molte le notizie sulla diffusione di questo quinto film del ciclo salgariano, la cui distribuzione era stata affidata alla milanese "Felix Film" e che, in generale, riscosse pochi apprezzamenti, anche per la scarsa cura dell'allestimento. «Gli inscenatori [...] hanno ottenuto un risultato poco soddisfacente, senza sorprese e senza interesse, assai modesto anche sul piano della messa in scena». Analogamente in un altro commento fu scritto che «il grande interesse che aveva suscitato questa prima trasposizione sugli schermi degli scritti avventurosi dello scrittore torinese, pur avendo il favore di un vasto pubblico, si è scontrata contro un'evidente povertà di idee scenografiche e scarsezza di mezzi tecnici».
Nessuna delle 5 pellicole del ciclo salgariano della  "Rosa Film" risulta oggi reperibile: Gli ultimi filibustieri, è quindi considerato un film perduto.